# Адолфу (Сан-Паулу)
Адолфу (порт. Adolfo)  —  муниципалитет в Бразилии, входит в штат Сан-Паулу. Составная часть мезорегиона Сан-Жозе-ду-Риу-Прету. Входит в экономико-статистический  микрорегион Сан-Жозе-ду-Риу-Прету. Население составляет 3989 человек на 2006 год. Занимает площадь 210,843 км². Плотность населения — 18,9 чел./км².
Праздник города —  30 ноября.

## История
Город основан 30 ноября 1959 года. 

## Статистика
- Валовой внутренний продукт на 2003 составляет 92.568.714,00 реалов (данные: Бразильский институт географии и статистики).
- Валовой внутренний продукт на душу населения на 2003 составляет 24.050,07 реалов (данные: Бразильский институт географии и статистики).
- Индекс развития человеческого потенциала на 2000 составляет 0,795 (данные: Программа развития ООН).

## География
Климат местности: субтропический. В соответствии с классификацией Кёппена, климат относится к категории Cfb.